# کک‌کوت
کِک‌کوت (به مجاری:  Kékkút) یک شهرداری در مجارستان است که در ناحیه تاپولتسا واقع شده‌است. کک‌کوت ۳٫۶۸ کیلومتر مربع مساحت و ۶۴ نفر جمعیت دارد.